# آیوی لووان
آیوی لووان (انگلیسی: Ivy Levan؛ زادهٔ ۲۰ ژانویهٔ ۱۹۸۷) خواننده اهل ایالات متحده آمریکا است. وی از سال ۲۰۱۰ میلادی تا کنون مشغول فعالیت بوده‌است.